# Mistrzostwa Azji w Boksie 1980
Mistrzostwa Azji w boksie 1980 − Dziewiąta edycja mistrzostw Azji w boksie. Dziewiąte mistrzostwa odbywały się w lutym. Zawodnicy rywalizowali w jedenastu kategoriach wagowych, a w każdej kategorii czterech zawodników stawało na podium. Mistrzostwa miały miejsce w indyjskim mieście Bombaj.

## Medaliści
| Kategoria wagowa                  | Złoto               | Srebro               | Brąz                                 |
| Waga papierowa (- 48 kg.)         | Ali Bux             | Birender Singh Thapa | Tsukawa Nakamura Farid Mahdi Salman  |
| Waga musza (- 51 kg.)             | Kim Ji-won          | Issac Amaldas        | Koichi Koba T.C.Samidon              |
| Waga kogucia (- 54 kg.)           | Ferry Moniaga       | Hwang Chul-soon      | Ganapathy Mandharan Abdul Hassan     |
| Waga piórkowa (- 57 kg.)          | Rawsalyn Otgonbayar | Oh Min-keum          | Shigushi Higushi M.Mandharan         |
| Waga lekka (- 60 kg.)             | Galsandorj Batbileg | Kim Dong-kil         | Umesh Maskey R.Ekambaram             |
| Waga lekkopółśrednia (- 63,5 kg.) | Yasuhiko Sojima     | Mohamed Sidiq        | Bakshish Singh S.Rupasinghe          |
| Waga półśrednia (- 67 kg.)        | Mansour Soudeghi    | Sommal Kamrun        | Abdul Jabbar Tumur Battar            |
| Waga lekkośrednia (- 71 kg.)      | Park Chun-lee       | Muluk Singh          | Hassan Majeed Shagdar Bayarsakhan    |
| Waga średnia (- 75 kg.)           | Kim Yong-park       | T.Sakasai            | H.Alingad S.N.Halgekar               |
| Waga półciężka (- 81 kg.)         | Badri Singh         | Afshar Assadi        | Ismail Khalil G.Pantoosarn           |
| Waga półciężka+ (+ 81 kg.)        | Kaur Singh          | Krismanto            | Masis Hambarsumian Ahmed Abdul Abbas |

## Tabela medalowa
| Pozycja | Państwo          |   |   |   | Łącznie |
| ------- | ---------------- | - | - | - | ------- |
| 1       | Korea Południowa | 3 | 3 | 0 | 6       |
| 2       | Indie            | 2 | 3 | 5 | 10      |
| 3       | Mongolia         | 2 | 0 | 2 | 4       |
| 4       | Japonia          | 1 | 1 | 3 | 5       |
| 5       | Iran             | 1 | 1 | 2 | 4       |
| 6       | Pakistan         | 1 | 1 | 0 | 2       |
| 6       | Indonezja        | 1 | 1 | 0 | 2       |
| 7       | Tajlandia        | 0 | 1 | 1 | 2       |
| 8       | Irak             | 0 | 0 | 6 | 6       |
| 9       | Sri Lanka        | 0 | 0 | 2 | 2       |
| 10      | Nepal            | 0 | 0 | 1 | 1       |